# Alba Mons
Alba Mons, anteriormente Alba Patera, é a única formação vulcânica ao norte da região de Tharsis em Marte, um enorme vulcão com aproximadamente 1600 km de diâmetro mas apenas ~6 km no ponto mais alto. É o vulcão mais amplo do sistema solar,em termos de área e volume. O Alba Ptera costuma expelir menos lava que outros vulcões marcianos, gerando grandes camadas pouco espessas de lava e canais de milhares de quilômetros em seu flanco. A maioria dos canais possui mais de 100 km de extensão, muitas chegando a mais de 300, sugerindo que lava muito fluida é expelida durante um longo tempo. O Alba Patera está localizado na falha geológica que atravessa a região de Tharsis.
Alba difere de outros vulcões marcianos em vários aspectos, principalmente na falta de um depósito de cinzas e por estar localizado em uma planície, ao invés de uma área montanhosa.